# کیلا هریسون
کِیلا هریسون (انگلیسی: Kayla Harrison؛ زادهٔ ۲ ژوئیهٔ ۱۹۹۰) یک جودوکار اهل ایالات متحده آمریکا است.
وی در مسابقات کشوری و بین‌المللی در مجموع برنده ۷ مدال طلا، ۱ نقره و ۴ برنز شده‌است.